# C19H17N3O
化学式C19H17N3O（摩尔质量：303.37 g/mol）可能指：
- 吴茱萸碱，CAS号：518-17-2
- 甲酚紫的游离碱形式，盐酸盐CAS号：18472-89-4

|  | 这个同类索引页列出了具有相同分子式的化学物（即同分異構體）条目。 除非您是有意链接至本页，否则应将相应条目的内部链接指向正确的条目。 |